# دیپ پارالل

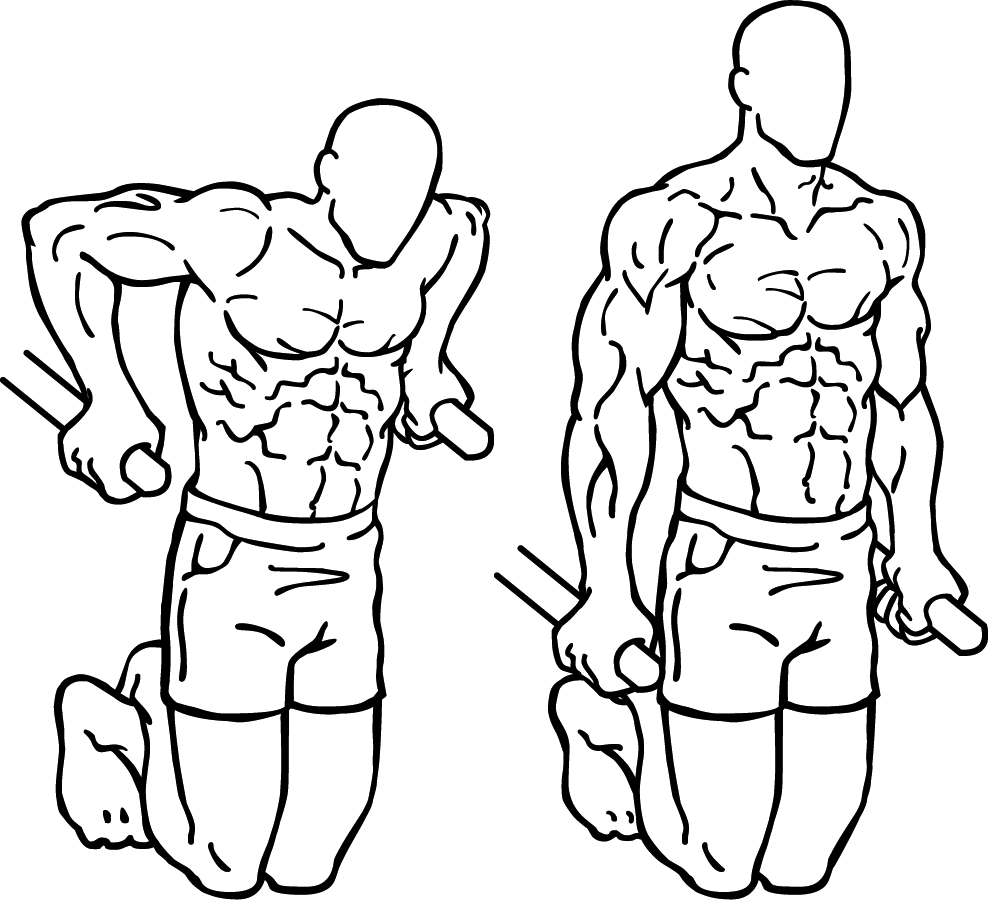

دیپ پارالل یک تمرین قدرتی است که روی میله پارالل انجام می‌شود. در حالتی که دست‌ها با فاصله کم از یکدیگر قرار دارند بیشترین فشار به ماهیچه پشت بازو وارد می‌شود اما بعد از آن ماهیچه‌های سرشانه جلویی، ماهیچه‌های سینه و عضله بزرگ پشتی نیز در آن مشارکت دارند. اما انجام حرکت با دست بازتر بیشتر به عضلات سینه‌ای فشار وارد می‌کند.